# Hemipholis gracilis
Hemipholis gracilis är en ormstjärneart som beskrevs av Addison Emery Verrill 1867. Hemipholis gracilis ingår i släktet Hemipholis och familjen bandormstjärnor. Inga underarter finns listade i Catalogue of Life.